# Campanula incanescens
Campanula incanescens är en klockväxtart som beskrevs av Pierre Edmond Boissier. Campanula incanescens ingår i släktet blåklockor, och familjen klockväxter. Inga underarter finns listade i Catalogue of Life.